# جولیانا پائولا دوس سانتوس
جولیانا پائولا دوس سانتوس (انگلیسی: Juliana Paula dos Santos؛ زادهٔ ۱۲ ژوئیهٔ ۱۹۸۳) ورزشکار دو و میدانی اهل برزیل است.